# Бели, Альваро
Альваро Бели Медина (исп. Alvaro Bely Medina; род. 21 марта 1994, Кордова) — аргентинский футболист, защитник и капитан клуба «Бэлць».

## Биография
Начал заниматься футболом в клубе «Атлетико Лас-Пальмас» в возрасте четырёх лет. Впоследствии играл в «Бельграно» и «Эстудиантес» из Рио-Куарто.
На взрослом уровне начал выступать в 2016 году в сальвадорском клубе «Драгон». Его дебют в чемпионате Сальвадора состоялся 7 августа 2016 года в матче против команды «Исидро Метапан» (1:1). Участвовал в матчах Кубка чемпионов КОНКАКАФ.
В дальнейшем играл за перуанские клубы «Спорт Бойз» и «Вилли Серрато». В 2017 году стал чемпионом Перу в составе «Спорт Бойз». 2020 год провёл в бразильском «Линенсе» из третьего дивизиона Лиги Паулисты.
В феврале 2021 года заключил контракт с молдавским клубом «Бэлць». Вместе с командой стал победителем дивизиона «А» сезона 2020/21. В сезоне 2022/23 помог клубу дойти до полуфинала Кубка Молдавии.

## Достижения
- Чемпион Перу: 2017